# Maria Adelaide Fernandes Prata
María Adelaida Fernandes Prata (Oporto, 8 de julio de 1822 - Lisboa, 22 de marzo de 1881) fue una poeta, escritora y traductora portuguesa que influyó en la escena cultural del Oporto romántico.

## Trayectoria
Nació en Oporto y era hija de Maria Tomásia de Queirós y Henrique José Fernandes. El 23 de enero de 1847 se casó con el orfebre António Prata. El 16 de julio de 1848 tuvieron un hijo, Alberto, que estaba enfermo desde pequeño, y al que Fernandes Prata cuidó hasta su muerte a los diez años, el 8 de abril de 1867. Cuando su marido falleció poco después, se trasladó a Lisboa.
Su cercana relación con la muerte influyó en su producción literaria. A lo largo de su obra, Fernandes Prata defendió la producción literaria femenina y mostró estar atenta a la religiosidad y al papel de la mujer en la sociedad portuguesa.
En 1867, realizó la primera traducción completa del poema Fingal, lo que contribuyó significativamente a la difusión de los textos osiánicos en el país luso. Contó con el apoyo de Sousa Viterbo y Pinheiro Chagas, aunque su producción literaria en ocasiones fue objeto de críticas por parte de otros autores, como Camilo Castelo Branco y Alberto Pimentel. Este último, mencionó a Fernandes Prata en su obra de 1888 Através do passado.
Colaboró con varias revistas y almanaques de Portugal y Brasil en las que publicó poesía y prosa, como el semanario dedicado a las mujeres A Esperança, donde escribió entre 1865 y 1866. En 1868, A Voz Feminina publicó la correspondencia de Fernandes Prata con Francisca Wood donde analizaban el proceso educativo de las mujeres así como el aprecio por la lectura de obras realizadas por mujeres.
Entre 1872 y 1881, colaboró con el Almanaque das Senhoras, de la escritora feminista Guiomar Torresão, donde publicó su poesía. El Novo Almanaque de Lembranças Luso-Brasileiro también publicó varios poemas de la autora, así como fragmentos de su traducción de Fingal. Además, colaboró puntualmente con otras publicaciones como A Voz do Operário y A Mulher.
Murió en Lisboa el 22 de marzo de 1881, olvidada por la prensa. Fue enterrada en el cementerio de Prazeres, de la capital lusa.

## Reconocimientos
Como homenaje póstumo, el Almanaque das Senhoras publicó el poema de Fernandes Prata Aos cedros seculares (A los cedros seculares), que había compuesto en Sintra un año antes de su fallecimiento.
En abril de 1881, la revista A Mulher, editada en Nueva York, publicó póstumamente su poema Lamentos.

## Obra
- Poesias offerecidas às senhoras Portuenses (Oporto, 1859)
- O filho de Deus (Oporto, 1863)

### Traducción
- Fingal, poema em seis cantos de Ossian (Oporto, 1867)